# Autoportrait (Neel)
Pour les articles homonymes, voir Autoportrait (homonymie).
Autoportrait – en anglais Self-Portrait – est un tableau réalisé par la peintre américaine Alice Neel de 1975 à 1980. D'un format vertical, cette huile sur toile est un autoportrait dans lequel l'artiste se représente assise nue dans un fauteuil à rayures bleues et blanches, un pinceau à une main et un chiffon blanc dans l'autre. Achetée en 1985, l'œuvre est conservée à la National Portrait Gallery, à Washington.